# Żółtowo
Żółtowo – wieś w Polsce położona w województwie mazowieckim, w powiecie sierpeckim, w gminie Mochowo. Ma status sołectwa.
W latach 1975–1998 miejscowość administracyjnie należała do województwa płockiego.
Żółtowo obejmowało w przeszłości obszar, na którym powstało z czasem wiele wsi, a właściwie przysiółków: Myszewo, Myszki, Zegadły, Żabiki, Żuki i Gardzyny. Pierwsze wzmianki o Żółtowie pochodzą z 1366 roku, zapisano je w księgach kościelnych (Szolthovo). Wywodził się stąd ród Żółtowskich herbu Ogończyk. Według tradycji tej rodziny w 1402 roku książę mazowiecki Siemowit IV nadał tę wioskę przodkom Żółtowskich, którzy później przyjęli nazwiska Żółtowscy, używali przydomków: Wojsław, Skarbek i Paluch. Żółtowscy pochodzili od sławnego Wojsława, piastuna i stolnika księcia Bolesława Krzywoustego. W 1427 roku notuje się w tej wsi Piotra „Ogona” z Żółtowa, którego Żółtowscy uznają za swojego głównego przodka. Ród ten szybko stał się jedną z wielu niezbyt zamożnych miejscowych rodzin drobnoszlacheckich. Już w XV wieku wielu z nich zaczęło stąd emigrować, wśród tych, którzy pozostali zdarzały się wybitne osoby, takie jak Edward Żółtowski syn Teofila z Mochowa. 
Żółtowscy mieszkali na sporym obszarze, na którym powstało później kilka wsi. Dopiero w XVI wieku poszczególne części zaczęły być rozróżniane. 
Według spisu podatkowego z 1578 roku obszar Żółtowa obejmował następujące części: Żółtowo Gardzyny (prawie 3 łany), Żółtowo Żabiki (9 i ¼ łana w 8 działach), Żółtowo Miski (Myszki) 2 i pół łana w 3 działach, Żabiki Myszewo 2 łany w 3 działach i Żółtowo Żuki (prawie 3 łany w 10 działach) oraz Żółtowo Żegadły 1 i ½ łana. 
W XIX wieku wieś zwano już Żółtowo Wielkie, w 1827 roku liczyła 11 domów i 77 mieszkańców. W 1895 roku wieś podzielona była między wielu szlachty, należało do nich 219 mórg ziemi, tylko 8 mórg należało do chłopów. Było tu również 360 mórg ziemi dworskiej. 
W okresie międzywojennym miejscowość dzieliła się na wieś i folwark. W sumie w 1921 roku było tu 10 domów i 97 mieszkańców. 
Na początku XX wieku folwark Żółtowo Wielkie należał do Florentyna Kotarskiego, kolejnym właścicielem był Aleksander Mieszkowski (375 ha). 
Warto wspomnieć, że Żółtowscy herbu Ogończyk w XIX wieku uzyskali tytuły hrabiowskie od króla pruskiego i papieża. Należeli do arystokracji, posiadali liczne majątki w Wielkopolsce i Królestwie Polskim. 
Istnieje Związek Rodu Żółtowskich, który organizuje cykliczne spotkania rodowe, ZRZ wydaje także kwartalnik wiedzy o rodzie Żółtowskich.